# Karl Wilhelm Philipp von Auersperg
Pour les articles homonymes, voir Auersperg.
Karl (Charles) Wilhelm Philipp von Auersperg (né le 1er mai 1814 à Prague et mort le 4 janvier 1890) est un prince autrichien de la famille Auersperg, homme politique de l'Empire austro-hongrois et membre du Parti libéral allemand.
Il est ministre-président d'Autriche du 30 décembre 1867 au 24 septembre 1868.